# آلساندرو آلساندرونی
آلساندرو آلساندرونی (ایتالیایی: Alessandro Alessandroni؛ ‏ ۱۸ مارس ۱۹۲۵ – ۲۶ مارس ۲۰۱۷) موسیقی‌دان و آهنگساز اهل ایتالیا بود. وی بین سال‌های ۱۹۳۶ تا ۲۰۱۷ میلادی فعالیت می‌کرد.
از فیلم‌هایی که وی در آن‌ها نقش داشته‌است، می‌توان به راهبه قاتل، حکایت‌های عاشقانه، املت ایتالیایی، نوجوان، معلم علوم تجربی، حس دشوار، عشق عجیب‌وغریب پورنو، پوکر در رختخواب، خانم دکتر زیر لحاف و درز میستی بتهوون اشاره نمود.